# Austin
Austin es la capital del estado estadounidense de Texas y del condado de Travis. Localizada en el suroeste de Estados Unidos, concretamente en Texas Central, es la 11.º ciudad más poblada en los Estados Unidos y la 4.º más grande en el estado de Texas. Fue la tercera ciudad en crecimiento poblacional en los Estados Unidos entre 2000 y 2006. Austin es también la segunda capital estatal más grande de Estados Unidos. Para julio de 2012, tenía una población de más de un millón de habitantes.
La ciudad es el centro cultural y económico del área metropolitana de Austin, la cual tenía una población estimada de 1 834 303 habitantes en 2012. Se encuentra a orillas del río Colorado (no confundir con el río Colorado que forma frontera entre Estados Unidos y México).
Además de sus funciones como sede del gobierno del estado, Austin es un centro comercial, fabril, educativo y de convenciones. Entre su producción, destacan los artículos de alta tecnología, como equipos eléctricos, semiconductores y equipos informáticos. Es la sede de la Universidad de Texas en Austin (1883). Entre 2012 y 2024, el Gran Premio de Fórmula 1 de Estados Unidos se ha celebrado en Austin.

## Historia

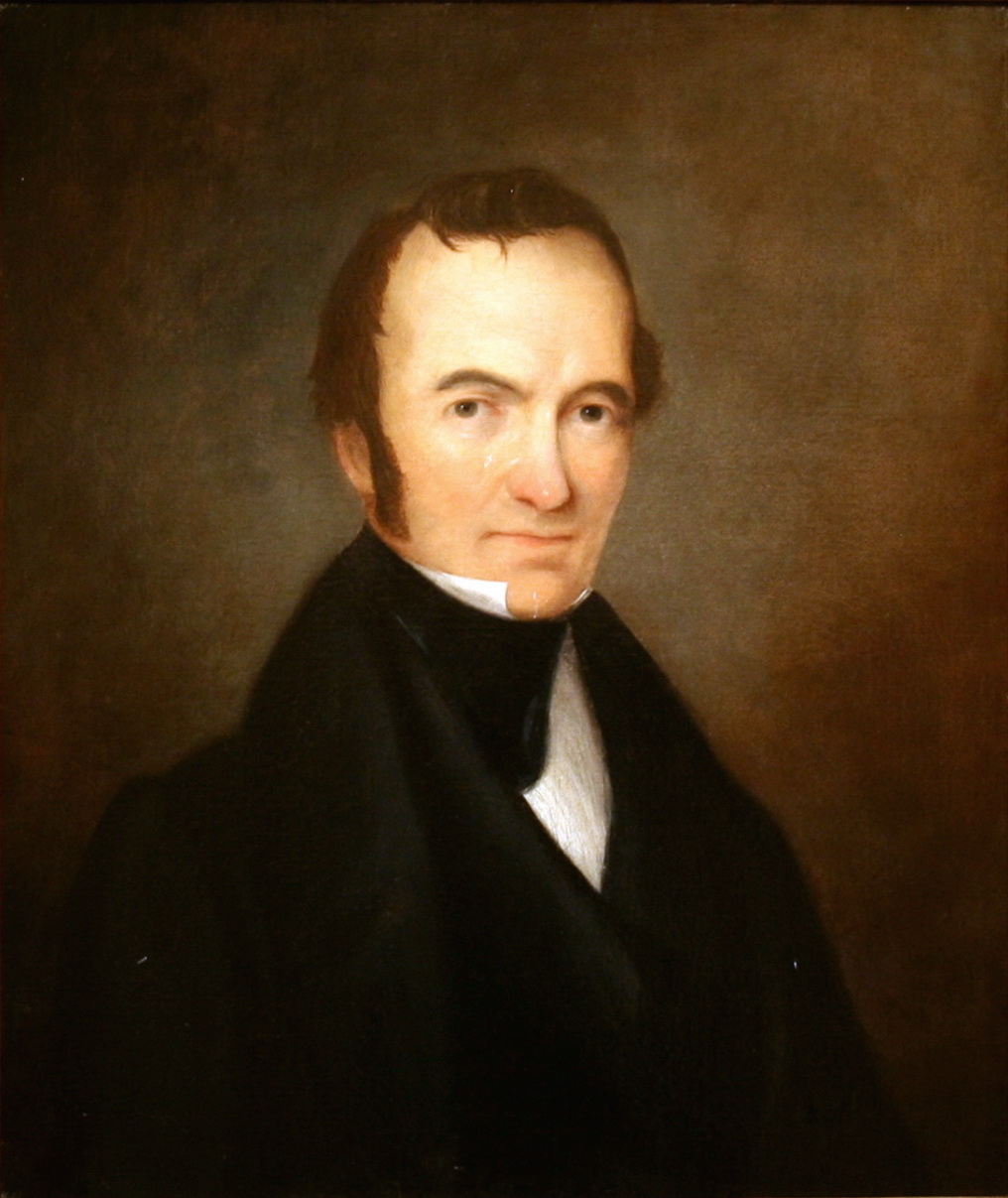
Stephen F. Austin.

En 1730 misioneros españoles de la orden franciscana establecieron tres misiones temporales en la zona, para entonces ocupada por población autóctona de los grupos comanche, tonkawa y lipán. En 1838, se asentó en este lugar una comunidad permanente a la que se dio el nombre de Waterloo. Al año siguiente esta comunidad se incorporó a la República de Texas, siendo designada su capital y rebautizada en honor a Stephen F. Austin, considerado como 'el padre de Texas'. La mayor parte de los texanos ansiaban separarse del territorio mexicano y aspiraban a la unión con los Estados Unidos por razones comerciales. En 1842, en tiempos de Antonio López de Santa Anna, se produjo un incidente que obligó a trasladar la capital a Houston, pero los ciudadanos de Austin forzaron el regreso de la capitalidad en 1844 cuando la anexión de Texas era ya todo un hecho.
Texas entró en la Unión (es decir los Estados Unidos) en 1845 y Austin se convirtió en la capital del estado en 1850. Tras la Guerra de Secesión, el desarrollo económico de Austin se vio impulsado con la llegada del ferrocarril en 1871. Durante el siglo XX, Austin se benefició de la utilización de la energía hidroeléctrica y para regadío del río Colorado.
A partir de los años 1920 y 1930, Austin lanzó una serie de proyectos de desarrollo cívico y embellecimiento que creó gran parte de la infraestructura de la ciudad y los parques. Además, la legislatura estatal creó el Lower Colorado River Authority que, junto con la ciudad de Austin, creó el sistema de presas a lo largo del río Colorado del que se formaron los lagos de las Tierras Altas. Estos proyectos fueron habilitados en gran parte por el hecho de que Austin recibió más fondos de ayuda durante la era de la depresión que cualquier otra ciudad de Texas.
Muchas empresas dedicadas a la producción de artículos de alta tecnología se establecieron en su área metropolitana en la década de 1970. Población (1990), 465 622 habitantes.

## Geografía
Austin se encuentra ubicada en las coordenadas 30°18′26″N 97°45′22″O / 30.30722, -97.75611. Según la Oficina del Censo de los Estados Unidos, Austin tiene una superficie total de 790.11 km², de la cual 771.54 km² corresponden a tierra firme y (2.35 %) 18.56 km² es agua.

### Clima
| Parámetros climáticos promedio de Camp Mabry, Austin, Texas (normales 1991‑2020, extremos 1891‑presente) | Parámetros climáticos promedio de Camp Mabry, Austin, Texas (normales 1991‑2020, extremos 1891‑presente) | Parámetros climáticos promedio de Camp Mabry, Austin, Texas (normales 1991‑2020, extremos 1891‑presente) | Parámetros climáticos promedio de Camp Mabry, Austin, Texas (normales 1991‑2020, extremos 1891‑presente) | Parámetros climáticos promedio de Camp Mabry, Austin, Texas (normales 1991‑2020, extremos 1891‑presente) | Parámetros climáticos promedio de Camp Mabry, Austin, Texas (normales 1991‑2020, extremos 1891‑presente) | Parámetros climáticos promedio de Camp Mabry, Austin, Texas (normales 1991‑2020, extremos 1891‑presente) | Parámetros climáticos promedio de Camp Mabry, Austin, Texas (normales 1991‑2020, extremos 1891‑presente) | Parámetros climáticos promedio de Camp Mabry, Austin, Texas (normales 1991‑2020, extremos 1891‑presente) | Parámetros climáticos promedio de Camp Mabry, Austin, Texas (normales 1991‑2020, extremos 1891‑presente) | Parámetros climáticos promedio de Camp Mabry, Austin, Texas (normales 1991‑2020, extremos 1891‑presente) | Parámetros climáticos promedio de Camp Mabry, Austin, Texas (normales 1991‑2020, extremos 1891‑presente) | Parámetros climáticos promedio de Camp Mabry, Austin, Texas (normales 1991‑2020, extremos 1891‑presente) | Parámetros climáticos promedio de Camp Mabry, Austin, Texas (normales 1991‑2020, extremos 1891‑presente) |
| Mes | Ene. | Feb. | Mar. | Abr. | May. | Jun. | Jul. | Ago. | Sep. | Oct. | Nov. | Dic. | Anual |
| --- | --- | --- | --- | --- | --- | --- | --- | --- | --- | --- | --- | --- | --- |
| Temp. máx. abs. (°C)                                                                                     | 32.2 | 37.2 | 36.7 | 37.2 | 40 | 42.8 | 42.8 | 44.4 | 44.4 | 37.8 | 32.8 | 32.2 | 44.4 |
| Temp. máx. media (°C)                                                                                    | 16.9 | 19.2 | 22.9 | 26.8 | 30.5 | 34 | 35.9 | 36.6 | 33 | 28.1 | 21.9 | 17.7 | 26.9 |
| Temp. media (°C)                                                                                         | 11.2 | 13.4 | 17.1 | 20.9 | 24.9 | 28.3 | 29.9 | 30.3 | 27.1 | 22 | 16.1 | 12 | 21.1 |
| Temp. mín. media (°C)                                                                                    | 5.4 | 7.7 | 11.2 | 14.9 | 19.3 | 22.7 | 23.9 | 23.9 | 21.2 | 16 | 10.3 | 6.3 | 15.2 |
| Temp. mín. abs. (°C)                                                                                     | -18.9 | -18.3 | -7.8 | -1.1 | 4.4 | 10.6 | 13.9 | 14.4 | 5 | -1.1 | -6.7 | -15.6 | -18.9 |
| Precipitación total (mm)                                                                                 | 67.1 | 48 | 73.2 | 61.5 | 128 | 93.5 | 49.8 | 69.6 | 87.6 | 99.3 | 74.2 | 69.1 | 920.8 |
| Nevadas (cm)                                                                                             | 0 | 0.5 | 0 | 0 | 0 | 0 | 0 | 0 | 0 | 0 | 0 | 0 | 0.5 |
| Días de precipitaciones (≥ 0.2 mm)                                                                       | 7.6 | 7.7 | 8.9 | 7.1 | 8.9 | 7.4 | 4.9 | 4.8 | 7.1 | 7.0 | 6.9 | 7.5 | 85.8 |
| Días de nevadas (≥ 0.2 cm)                                                                               | 0.2 | 0.3 | 0.0 | 0.0 | 0.0 | 0.0 | 0.0 | 0.0 | 0.0 | 0.0 | 0.0 | 0.1 | 0.6 |
| Horas de sol                                                                                             | 163.8 | 169.3 | 205.9 | 205.8 | 227.1 | 285.5 | 317.2 | 297.9 | 233.8 | 215.6 | 168.3 | 153.5 | 2643.7                                                                                                   |
| Humedad relativa (%)                                                                                     | 67.2 | 66.0 | 64.2 | 66.4 | 71.4 | 69.5 | 65.1 | 63.8 | 68.4 | 67.1 | 68.7 | 67.6 | 67.1 |
| Fuente: NOAA (humedad y horas de sol 1961‑1990).                                                         | | | | | | | | | | | | | |

## Demografía
Según el censo de 2010, había 790 390 personas residiendo en Austin. La densidad de población era de 1000.36 hab./km². De los 790 390 habitantes, Austin estaba compuesto por el 68.29 % blancos, el 8.15 % afroamericanos, el 0.87 %  amerindios, el 6.31 % asiáticos, el 0.07 % isleños del Pacífico, el 12.93 % de otras razas y el 3.38 % pertenecían a dos o más razas. Del total de la población el 35.14 % eran hispanos o latinos de cualquier raza.

## Educación
El Distrito Escolar Independiente de Austin gestiona escuelas públicas. En partes de la ciudad, los distritos escolares Del Valle, Pflugerville, Round Rock, Leander, Manor, Lake Travis, Eanes, y Hays gestionan escuelas públicas.
El Austin Community College gestiona colegios comunitarios.
La Biblioteca Pública de Austin gestiona bibliotecas públicas.

## Turismo
- Capitolio de Texas
- Zilker Park
- Barton Springs Pool
- South Congress Avenue
- Mount Bonnell
- The Domain

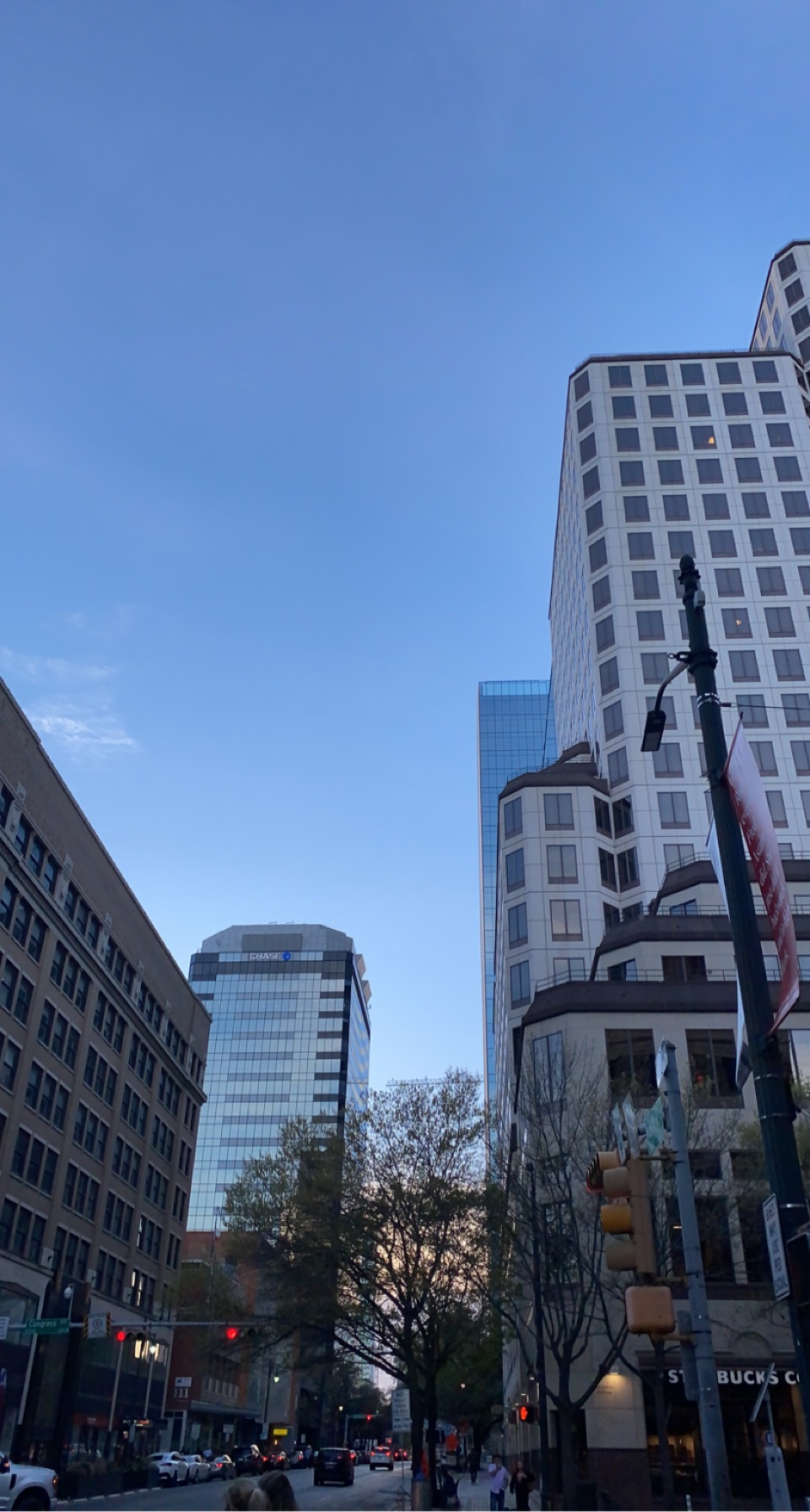
6th street
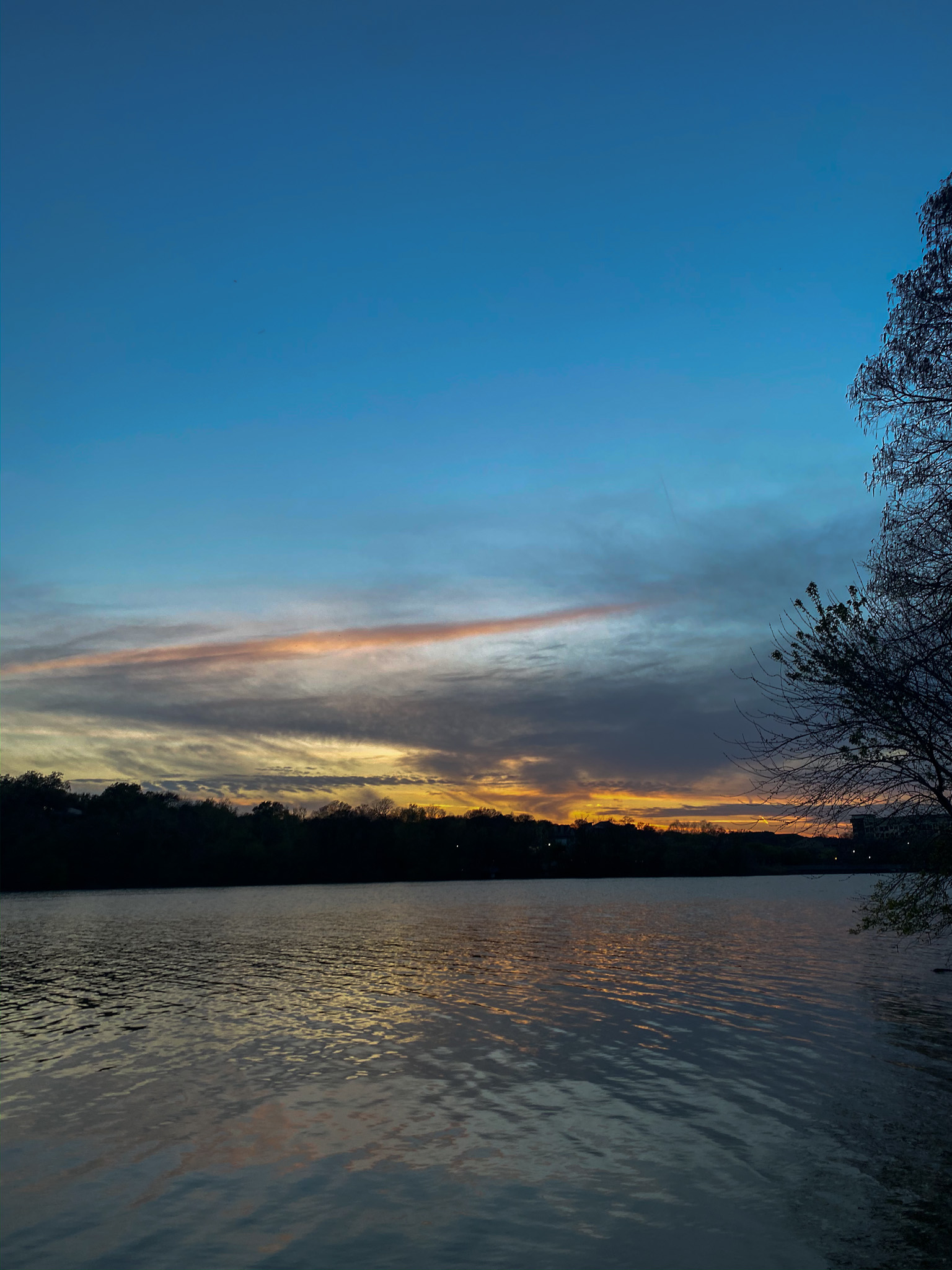
Atardecer en Zilker park
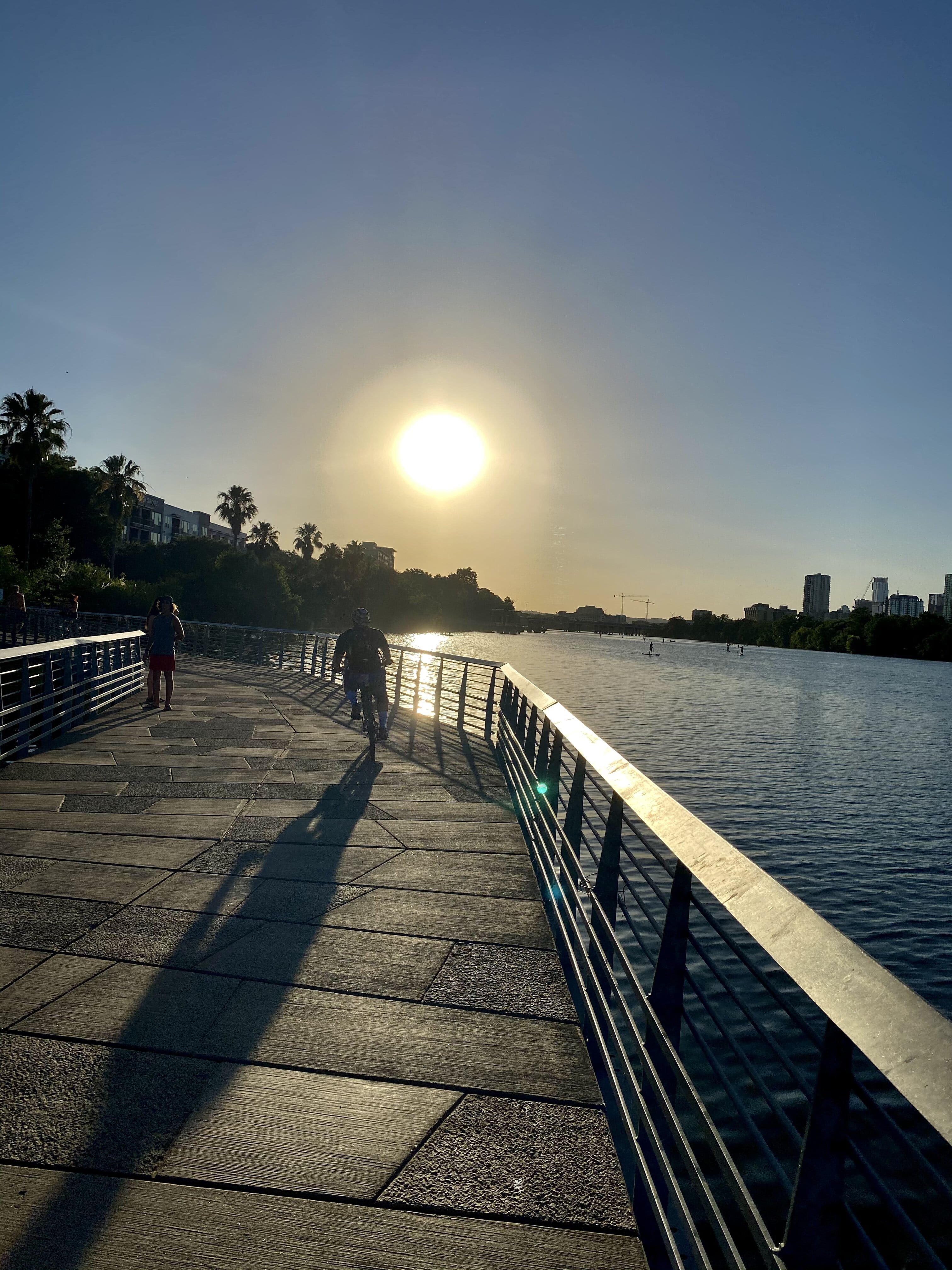
Malecón en Lady Bird Lake
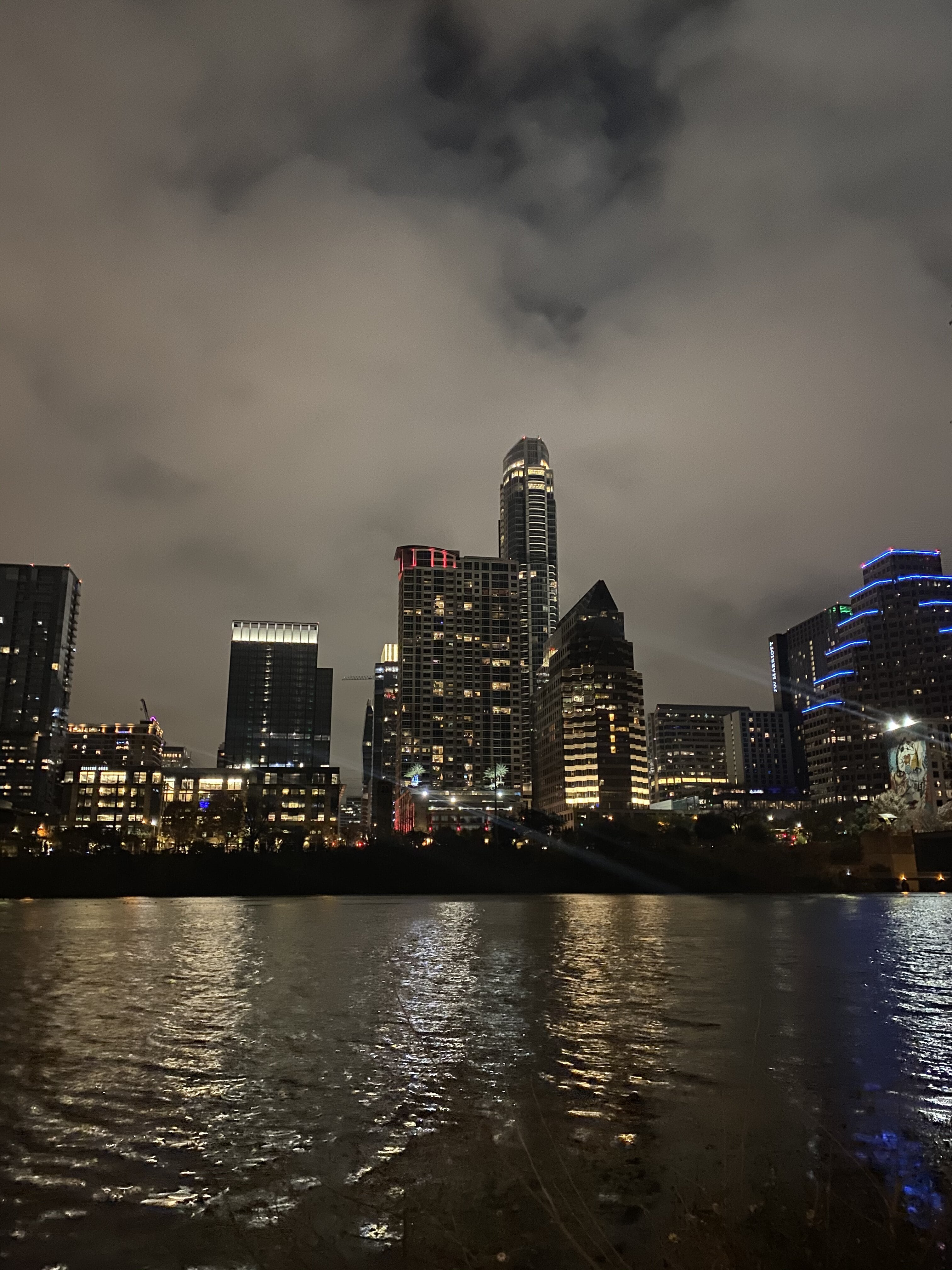
Vista de Lady Bird Lake

- I Love You So Much Mural

- 6th street
- Atardecer en Zilker park
- Malecón en Lady Bird Lake
- Vista de Lady Bird Lake

## Aeropuerto
El primer aeropuerto de Austin, Texas es el Aeropuerto Internacional de Austin-Bergstrom.

## Deportes
Los Texas Longhorns son el equipo deportivo universitario de la Universidad de Texas en Austin que participa en la Big 12 Conference. Se ha destacado a nivel nacional en fútbol americano, baloncesto y béisbol.
En 2012 se inauguró el Circuito de las Américas, que alberga el Gran Premio de los Estados Unidos de Fórmula 1, el Gran Premio de las Américas de Motociclismo y las 6 Horas de las Américas del Campeonato Mundial de Resistencia.
La ciudad tiene dos equipos de ligas menores. Los Austin Spurs juegan en la NBA D-League desde 2005, los Texas Stars juegan en la American Hockey League desde 2009 y los Austin Aztex juegan en la United Soccer League desde 2014.
En 2019 se fundó el Austin FC que hizo su debut en la MLS la máxima categoría del fútbol estadounidense en 2021.

## Ciudades hermanadas
- Angers, Francia (2011)
- Antalya, Turquía (2008)
- Adelaida, Australia (1983)
- Coblenza, Alemania (1991)
- Gwangmyeong, Corea del Sur (2001)
- Lima, Perú (1981)
- Maseru, Lesoto (1978)
- Ōita, Japón (1990)
- Orlu, Nigeria (2000)
- Porto Alegre, Brasil (2002)
- Saltillo, México (1968)
- Santo Ângelo, Brasil (2002)
- Taichung, Taiwán (1986)
- Xishuangbanna, China (1997)

### Antiguas ciudades hermanadas
Hasta 1991, las siguientes ciudades fueron ciudades hermanadas de Austin, pero tras una votación de su consejo municipal en 1991, fueron privadas de este estatus.
- Belo Horizonte, Brasil
- Elche, España